# عاشور فني
عاشور فني (من مواليد 2 ديسمبر 1957م) شاعر عربي من الجزائر يعمل أستاذا في جامعة الجزائر، نشر أعمالا شعرية إبداعا وترجمة، وشارك في العديد من المهرجانات الشعرية العربية والدولية. شارك في عدة فعاليات علمية وثقافية وأدبية في الجزائر، ودول المغرب العربي، وأوروبا، وفي أمريكا الشمالية وأمريكا الجنوبية. له مسار ثقافي وإبداعي متميز؛ فهو مختص في الاقتصاد، يقدم استشارات في تخصصه للمؤسسات والهيئات الوطنية والدولية، ويشارك بفعالية في الحياة الثقافية والأدبية.

## الأعمال المنشورة

### العربية
نشر المجموعات الشعرية التالية باللغة العربية:
- أخيرا أحدثكم عن سماواته، عن الوكالة الوطنية للنشر والإشهار، 2013
- هنالك بين غيابين يحدث أن نلتقي، نصوص هايكو الجزائر 2007.
- الربيع الذي جاء قبل الأوان، عن اتحاد الكتاب الجزائريين، 2004.
- رجل من غبار، رابطة الاختلاف، الجزائر، 2003.
- زهرة الدنيا، دار الفارابي، الجزائر، 1994.

### الفرنسية
ونشر باللغة الفرنسية :
نص شعري باللغة الفرنسية بعنوان أعراس الماء، (Noces d’eau، La Motesta، Marseille، 2005)
ونصوص مترجمة مشتركة مع المركز الدولي للصحافة بمرسيليا، الجزائر 2005.
وله قيد الطبع:
مجموعة شعرية باللغة الفرنسية بعنوان:
Un été entre les doigts

### الترجمة
ترجم نصوصا من اللغتين الفرنسية والإنجليزية إلى اللغة العربية. وترجم أيضا مجموعات شعرية من العربية إلى الفرنسية، نشر منها:
- الأرواح الشاغرة، لعبد الحميد بن هدوقة، الجزائر، 2003،
- عراجين الحنين، للأخضر فلوس، الجزائر 2003،
- عروج السنونو، لأحمد عبد الكريم، الجزائر 2003،
- اكتشاف العادي، لعمار مرياش، الجزائر، 2002،
- مايراه القلب الحافي، لعياش يحياوي، الجزائر، 2002،
- سين، لمشري بن خليفة، الجزائر، 2002.

## المهرجانات الشعرية
- ربيع الشعر مع ترانسكريبت وكادموس والمركز الثقافي الفرنسي، الجزائر 2008
- ليلة الشعر العربي، المكتبة الوطنية، الجزائر جوان 2007،
- الأيام الشعرية لمدينة الجزائر، مارس 2003- 2006،
- مهرجان الشعر الدولي، بمدلين، كولومبيا، 2004،
- مهرجان الشعر العربي، بمدينة الجزائر، ديسمبر 2003،
- مهرجان الشعر العالمي، بمدينة "تروا ريفيير"، كندا أكتوبر 2003،
- معهد العالم العربي بباريس جوان 2003،
- مهرجان "أصوات المتوسط، بمدينة لوديف، فرنساّ، جويلية، 2002،
- مهرجان الشعر المغاربي، مفدي زكريا، بمدينة غرذاية، الجزائر، ، 1996
- مهرجان الشعر العربي، بمدينة الرباط، 1995
- أمسية شعرية للجزائر، دار الشعر، بتونس 1994
- مهرجان شعراء الجزائر المعاصر، بوهران 1993

## ورشات الكتابة والترجمة
- ورشة ترجمة الشعر مع مجلة ترانسكريبت والمركز الثقافي الفرنسي وكادموس، الجزائر مارس 2008*
- ورشة ترجمة الشعر، المركز الثقافي الفرنسي بالجزائر، فبراير، 2004،
- ورشة ترجمة الشعر، المركز الدولي للشعر بمرسيليا، فرنسا نوفمبر 2003،
- النادي الأدبي لمعهد علوم الإعلام والاتصال، الجزائر 1992-93،
- حدائق الإبداع، صفحة أسبوعية بجريدة الشعب، 1991،

## كتب، موسوعات تناولت الشاعر وأعماله
- الشعر الجزائري (بالفرنسية)، منشورات مانغو العالمية للشباب، باريس- برلين 2003،
- موسوعة الشعر الجزائري، دار الهدى، الجزائر، 2002،
- معجم البابطين، للشعراء العرب المعاصرين، الكويت، 1998،
- الشخصيات في زهرة الدنيا، سعيد بوطاجين، مجلة آمال، الجزائر 1996،
- أنطولوجيا الحداثة، الأعرج واسيني، الجزائر1991،